# Amt Timmel
Das Amt Timmel war ein historisches Verwaltungsgebiet des Königreichs Hannover.

## Geschichte
Der Amtsbezirk wurde erst im Zuge der Verwaltungsreform von 1852 vom Amt Aurich abgetrennt und um die bisher zum Amt Emden gehörende Gemeinde Simonswolde erweitert. Sitz der Verwaltung war Aurich, übergeordnete Verwaltungsinstanz die Landdrostei Aurich. 1859 wurde das Amt aufgehoben und wieder in das Amt Aurich eingegliedert.

## Amtmann
- 1852–1859: Adolf Wilhelm Hillingh, Amtmann